# 2020년 하계 올림픽 성화 봉송

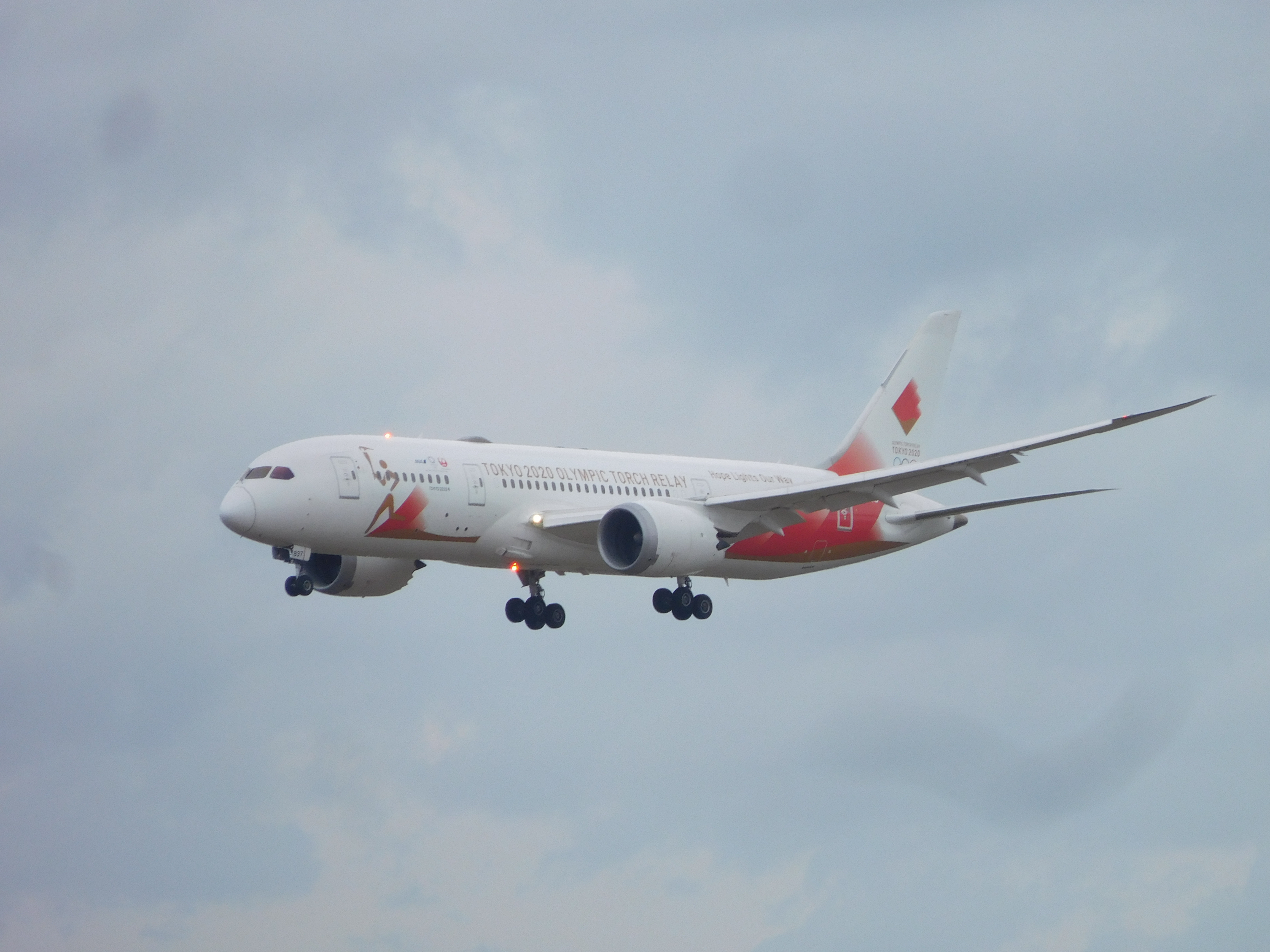
올림픽 성화를 수송한 일본항공 보잉 787 -8 (JA837J)

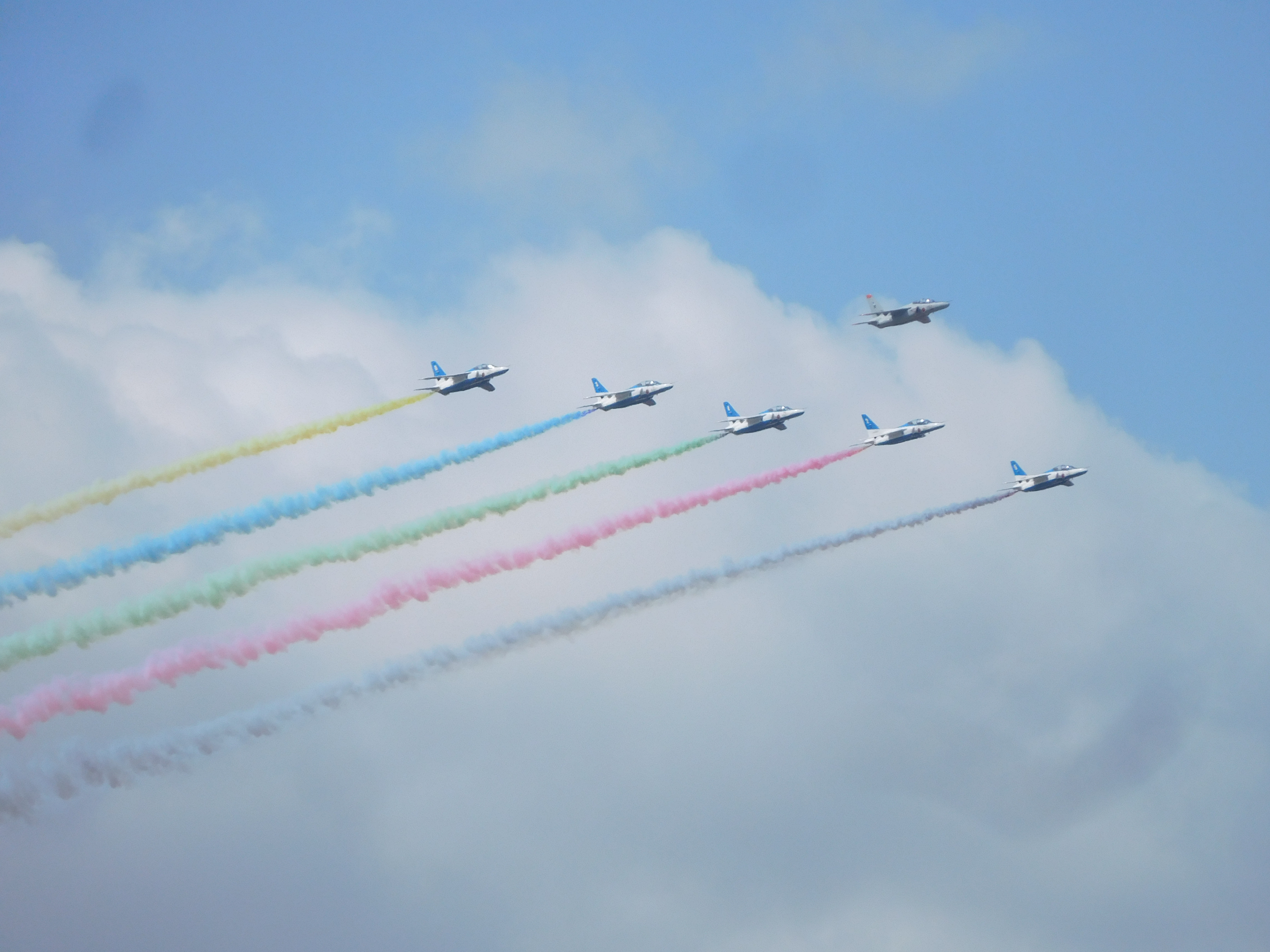
2020년 3월 20일 올림픽 성화 도착식에서의 일본 항공 자위대의 축하 비행

2020년 하계 올림픽 성화 봉송은 2020년 하계 올림픽을 앞두고 2021년 3월 25일부터 7월 23일까지 진행된 성화 릴레이이다. 성화의 채화는 2020년 3월 12일 그리스 올림피아에서 이루어졌으며, 올림픽 사격 챔피언 안나 코라카키(Anna Korakaki)가 여성 최초로 올림픽 성화봉송을 맡았다. 이후, 3월 19일에 일본 항공의 여객기에 의해 아테네로 수송되었다. 일본에서의 성화봉송은 후쿠시마에서 시작되어 2020년 하계 올림픽의 주경기장인 도쿄의 국립경기장에서 끝났다. 성화는 47개 도도부현 전체를 포함한 일본의 모든 도시를 순회한다. 성화 봉송의 경로에는 도쿄의 일부인 두 개의 외딴 섬도 포함되었다. 릴레이의 끝은 2021년 7월 23일 2020년 하계 올림픽 개막식의 피날레였다. 토요타, 일본전신전화, JXTG 홀딩스, 닛폰 생명보헌, 일본항공, 전일본공수 및 일본우정은 "Hope Lights Our Way"라는 슬로건과 함께 진행되는 이번 성화봉송의 공식 파트너이다. 다만, 코로나19 범유행으로 인해 일정이 일부 변경되었다. 대표적으로, 계획했던 그리스 경유 릴레이 구간은 취소되었고, 올림피아의 점등식과 아테네의 인도식 모두 무관중으로 진행되었다. 또한 일본에서의 성화봉송이 시작되기 하루 전인 2020년 3월 25일에 올림픽이 364일 연기됨에 따라  성화봉송은 중단되었으며, 2021년 3월 25일 예정대로 릴레이가 재개될 때까지 성화는 전시를 위해 도쿄로 옮겨졌다. 이후 재개된 일본에서의 성화 봉송 릴레이에서 후쿠시마현에 있는 J-빌리지 내셔널 트레이닝 센터에서 처음 성화 봉송을 한 뒤 47개의 도도부현을 지나 올림픽 개최지인 도쿄 올림픽 스타디움에 도착했다.

## 성화
올림픽 성화는 요시오카 도쿠진이 디자인했으며 2019년 3월 19일에 공개되었다. 성화의 디자인은 벚꽃에서 영감을 받았으며 횃불 끝 주위에 5개의 꽃잎 모양 기둥이 있고 로즈골드 "사쿠라 골드" 색상 마감이 있다. 또한 성화는 2011년 도호쿠 지진과 쓰나미의 여파로 대피소에 배치되었으나 미사용한 알루미늄을 재활용했다.

## 성화 봉송 경로

### 그리스에서의 경로
2020년 3월 12일 그리스 올림피아에서 전통 점등식이 거행되었으며, 첫 성화봉송자인 안나 코라카키에게 성화가 전달되었다. 이번 올림픽의 성화 점등식은 코로나19 범유행으로 1984년 이후 처음으로 관중 없이 진행된 점등식이다. 이양식은 3월 19일 아테네 파나테나이코 스타디움에서 열렸다. 성화는 그리스 전역의 31개 도시와 15개 랜드마크를 방문할 예정이었지만 코로나 바이러스 전염병으로 인해 취소되었다. 3월 13일, 스파르타에서 작은 행사가 열렸다. 이중 독특한 성화봉송은 테르모필레 전투 2,500주년을 기념하여 영화 300에서 레오니다스를 연기한 것으로 알려진 스코틀랜드의 배우 제라드 버틀러가 성화 봉송 주자로 나선 것이다.

### 특별 전시에서의 경로
2011년 도호쿠 지진과 쓰나미로 인한 피해가 미야기, 이와테, 후쿠시마의 3개 현에 주로 영향을 미쳤기 때문에 이 3개 현에서 "회복의 불꽃"으로 알려진 특별 성화 전시가 열렸다. 성화는 먼저 마쓰시마 비행장에 도착한 후 아래 위치에 표시되었다.
- 2020년 3월 20일: 시노마키시의 이시노마키 미나미하마 쓰나미 복구 기념 공원
- 2020년 3월 21일: 센다이시의 센다이역
- 2020년 3월 22일: 산리쿠 철도 및 SL 긴가 증기 기관차 급행(미야코 역, 가마이시 역 및 하나마키 역)
- 2020년 3월 23일: 오후나토시의 오푸나토 갸센
- 2020년 3월 24일: 후쿠시마시의 후쿠시마 역
- 2020년 3월 25일: 이와키시의 아쿠아마린 후쿠시마

2021년 하계 올림픽이 연기된 후 성화 전시는 이후 도쿄로 옮겨지기 전까지 최소 한 달 동안 후쿠시마에 남아 있었다. 올림픽 성화는 나중에 2020년 9월 1일부터 2020년 11월 30일까지 일본 올림픽 박물관에 전시되었다. 성화 봉송 재개는 2021년 3월 25일 올림픽을 위해 다시 시작되었다.

### 일본에서의 경로

일본 내에서의 2020년 하계 올림픽 성화 봉송 경로의 간소화된 지도

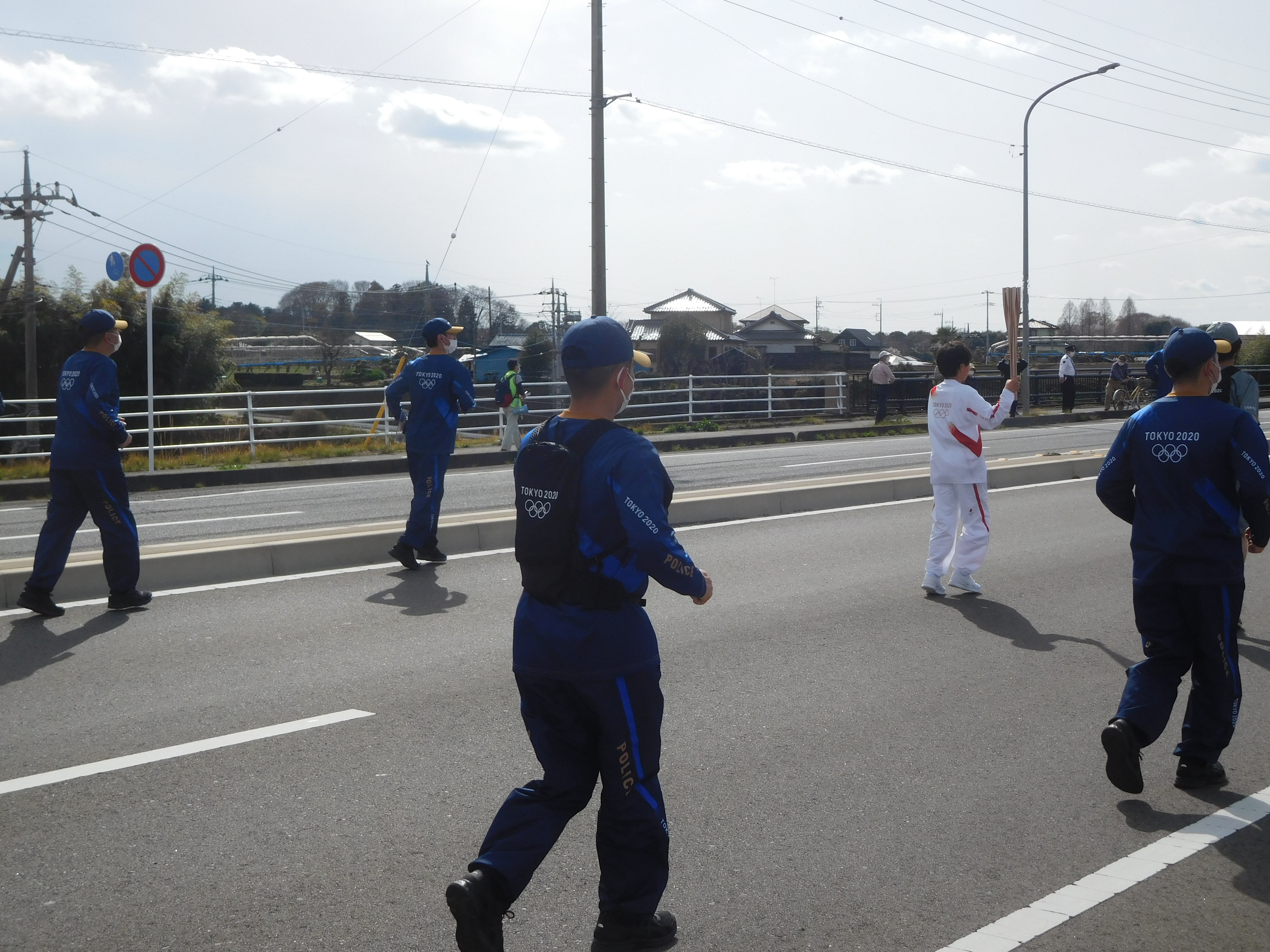
성화 봉송 5일차의 모습

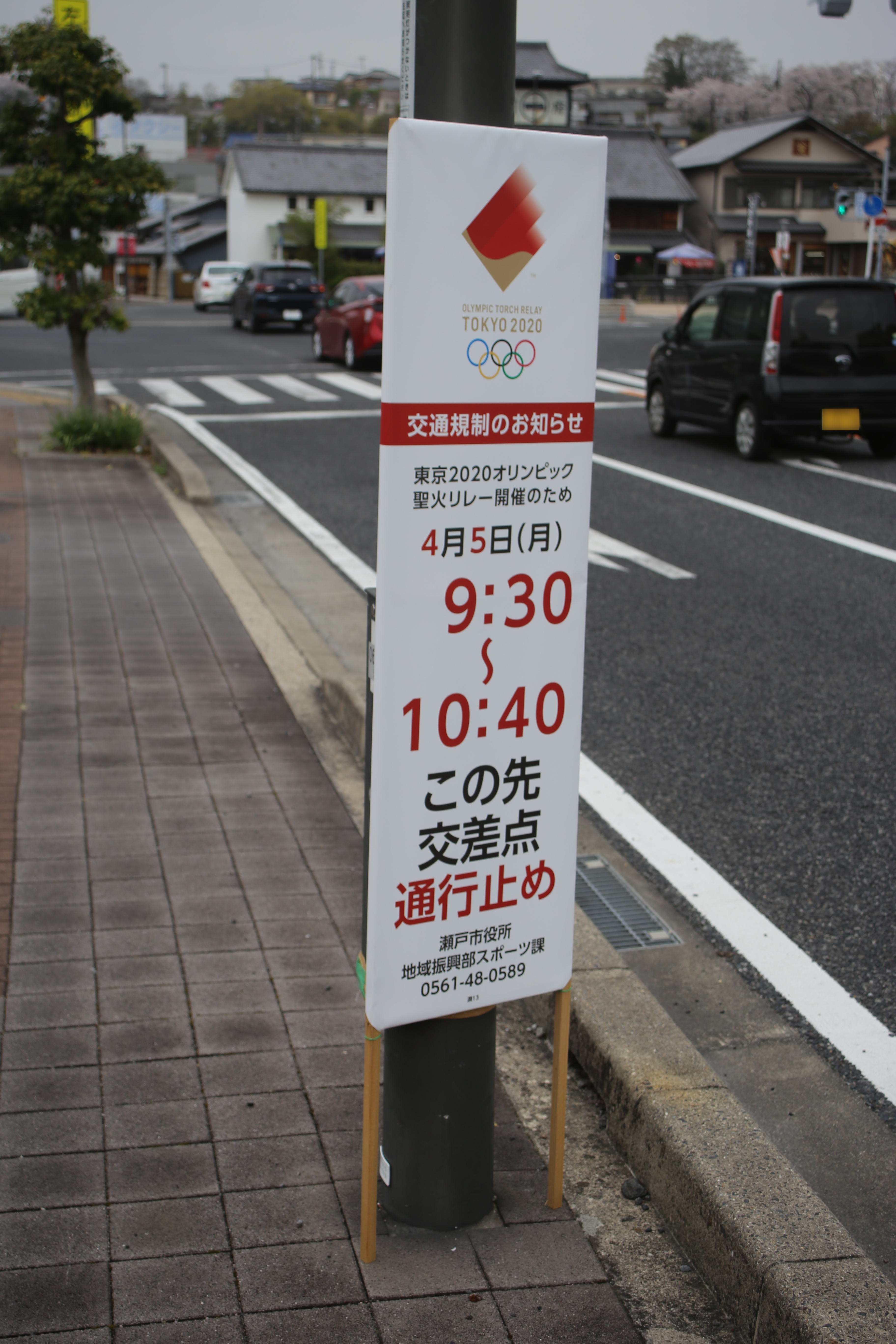
성화봉송 12일차에 아이치현 세토에서 시민들에게 성화가 마을을 통과하고 있음을 알리는 표지판

일본 성화 봉송의 원래 일정은 2020년 3월 26일부터 7월 24일까지였으나, 2021년 하계 올림픽이 연기된 후 모든 릴레이는 364일(1년 중 같은 요일을 유지하기 위해 365일이 아닌 364일) 연기되었다.
3월 25일 ~ 27일
01. 후쿠시마현
3월 28일 ~ 31일
02. 도치기현
03. 군마현
4월 1일 ~ 8일
04. 나가노현
05. 기후현
06. 아이치현
07. 미에현
4월 9일 ~ 14일
08. 와카야마현
09. 나라현
010. 오사카부
4월 15일 ~ 22일
011. 도쿠시마현
012. 가가와현
013. 고치현
014. 에히메현
4월 23일 ~ 5월 12일
015. 오이타현
016. 미야자키현
017. 가고시마현
018. 오키나와현
019. 구마모토현
020. 나가사키현
021. 사가현
022. 후쿠오카현
5월 13일 ~ 22일
023. 야마구치현
024. 시마네현
025. 히로시마현
026. 오카야마현
027. 돗토리현
5월 23일 ~ 28일
028. 효고현
029. 교토부
030. 시가현
5월 29일 ~ 6월 5일
031. 후쿠이현
032. 이시카와현
033. 도야마현
034. 니가타현
6월 6일 ~ 22일
035. 야마가타현
036. 아키타현
037. 아오모리현
038. 홋카이도
039. 이와테현
040. 미야기현
6월 23일 ~ 7월 3일
041. 시즈오카현
042. 야마나시현
043. 가나가와현
044. 지바현
7월 4일 ~ 23일
045. 이바라키현
046. 사이타마현
047. 도쿄도
048. 도쿄 올림픽 스타디움

## 성화 봉송 의식의 변경
코로나19 전염병의 급증으로 인해 여러 현이 비상 사태를 선언함에 따라 성화봉송의 많은 공개 단계가 대체 이벤트와 같은 기능적이기보다는 더 의례적인 것으로 수정되었다. 성화봉송 참가자들은 다른 참가자에게 전달하기 전까지 약 30미터 동안 성화를 날랐다.
예를 들어, 오사카부에서의 성화봉송은 스이타 엑스포 기념공원에서 관중 여러명을 통하지 않고, 개인 성화봉송으로 변경되었다. 에히메현 마쓰야마시에서의 릴레이는 취소되어 민간 릴레이로 변경되었으며, 나머지 에히메 현은 계획대로 일반 도로에서 릴레이를 유지했다. 이후 코로나19의 영향을 받은 도도부현에서 코로나19 확진자가 증가하면서 릴레이를 이어갔으나 지정된 최종 목적지에 대한 점등식으로 바뀌었다.

## 성화봉송의 종료
2020년 하계 올림픽 개막식에서 유도 선수 노무라 타다히로(Nomura Tadahiro) 와 레슬링 선수 요시다 사오리(Yoshida Saori)에 의해 도쿄 국립경기장에 성화가 도착했고, 이어서 야구의 3인조(오 사다하루, 나가시마 시게오, 마쓰이 히데키)가 성화를 차례대로 서로에게 전달했다. 의사와 간호사인 오하시 히로키와 기타가와 준코는 도호쿠 이전에 태어난 이와테 현, 미야기 현, 후쿠시마 현의 학생들에게 성화를 전달하였고, 이들은 패럴림픽 선수이자 휠체어 마라톤 선수인 츠치다 와카코 에게 성화를 전달했다. 이후 테니스 선수 나오미 오사카에게 성화가 최종 전달되었고, 나모이 오사카가 최종적으로 성화를 점화하였다.